# Benni McCarthy
Benedict Saul „Benni“ McCarthy (* 12. November 1977 in Kapstadt) ist ein ehemaliger südafrikanischer Fußballspieler und aktueller -trainer des AmaZulu FC. Er ist Rekordtorschütze der Nationalmannschaft seines Landes.

## Karriere
Benedict McCarthy begann seine Karriere 1996 bei den Cape Town Spurs. Hier spielte er ein Jahr und ging 1997 in die Niederlande zu Ajax Amsterdam, wo er in insgesamt 13 Partie auf dem Platz stand, in denen er 2-mal traf. Nach der Saison 2000/01 wechselte er für 6 Millionen Euro zu Celta Vigo in die spanische Primera División.
Bei Celta Vigo spielte er bis 2002, wurde dann an den FC Porto für ein Jahr ausgeliehen und kam wieder zurück zu Celta Vigo. Ab der Saison 2003/04 spielte er fest beim FC Porto in der portugiesischen SuperLiga. Mit Porto und dem Trainer José Mourinho gewann  er 2004 die Champions League und den Weltpokal; außerdem war er mit 20 Treffern Torschützenkönig der SuperLiga. Zur Saison 2006/2007 wechselte er für eine Ablösesumme von rund 3,7 Millionen Euro zu dem englischen Erstligisten Blackburn Rovers, wo er am 19. August 2006 unter Trainer Mark Hughes im Spiel gegen den FC Portsmouth debütierte. Insgesamt stand er für die Rovers 139-mal auf dem Platz und schoss 51 Tore.
Im Februar 2010 wechselte McCarthy von den Rovers zu West Ham United, wo er einen Vertrag bis zum 30. Juni 2011 erhielt und wo er für die erste Mannschaft 14 Spiele absolvierte, in denen er allerdings ohne Torerfolg blieb, weshalb sein Vertrag nach dieser Saison auch nicht mehr verlängert wurde.
Deshalb unterschrieb er bis zum 30. Juni 2013 bei den Orlando Pirates in der ersten Südafrikanischen Liga, wo er am 12. August 2011 im Spiel gegen den Black Leopards FC debütierte, als er in der 62. Spielminute eingewechselt wurde und 8 Minuten später sogar noch zum 2:0-Endstand für die Pirates traf. Nach Ablauf seines Vertrags beendete er seine aktive Laufbahn.
McCarthy gilt als einer der besten Spieler der Geschichte des südafrikanischen Fußballs.
Im Nationalteam war McCarthy von 1998 bis 2012 aktiv. Für die Fußball-Weltmeisterschaft 2010 im eigenen Land wurde er überraschend von Trainer Carlos Alberto Parreira aus dem Kader gestrichen.

## Erfolge
- 1998 Niederländischer Meister und Pokalsieger
- 1999 Niederländischer Pokalsieger
- 2004 Portugiesischer Meister und Portugiesischer Supercup
- 2004 UEFA Champions League sowie FIFA Intercontinental Cup (Weltpokal)
- 2004 Torschützenkönig SuperLiga
- 2005 Portugiesischer Supercup
- 2006 Portugiesischer Meister